# Relaciones Estados Unidos-Mauritania
Las relaciones Estados Unidos-Mauritania son las relaciones diplomáticas entre Estados Unidos y Mauritania.

## Visión general

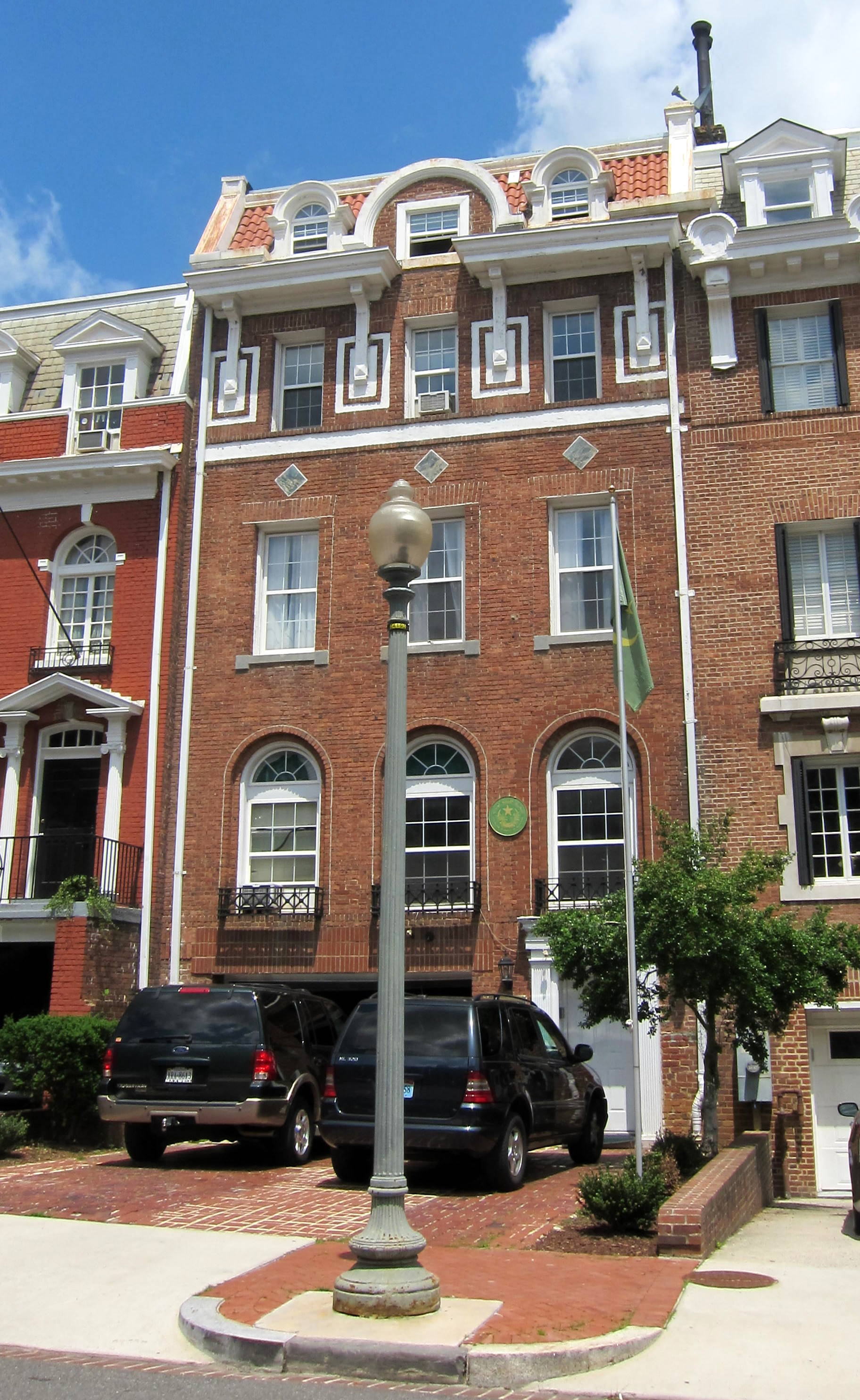
Embajada de Mauritania en Washington D. C.

Después de que Mauritania ganó independencia el 28 de noviembre de 1960, los Estados Unidos mantuvieron relaciones cordiales con Mauritania y proporcionaron una pequeña cantidad de asistencia económica. Durante la Guerra de los Seis Días en junio de 1967, Mauritania rompió las relaciones diplomáticas y consulares con los Estados Unidos, pero restableció los lazos dos años más tarde y mantuvo relaciones relativamente positivas hasta finales de los 80, a pesar del desacuerdo sobre el conflicto árabe-israelí. Desde 1981, los Estados Unidos han proporcionado aproximadamente $ 130 millones en asistencia económica y alimentaria.
La ruptura de 1989 entre Mauritania y Senegal (los "Eventos de 1989") que resultó en la deportación de Mauritania de decenas de miles de sus propios ciudadanos a Senegal, afectó negativamente las relaciones entre Estados Unidos y Mauritania. Además, el apoyo percibido de Mauritania a Irak antes y durante la Guerra del Golfo de 1991 debilitó aún más los vínculos tensos.
Las relaciones entre los EE. UU. y Mauritania llegaron a su punto más bajo en la primavera de 1991, a medida que surgieron detalles del papel del ejército mauritano en los abusos generalizados derechos humanos. Los Estados Unidos respondieron deteniendo formalmente las operaciones USAID y toda la asistencia militar a Mauritania. Las relaciones también sufrieron en la década de 1990 como resultado de informes repetidos que la esclavitud continuó en algunas partes de Mauritania a pesar de las proscripciones legales.
A fines de la década de 1990, el gobierno de Mauritania: adoptó políticas que facilitaban el regreso de los expulsados o que huyeron durante los Eventos de 1989; apartado de Irak y hacia el oeste; e inició una estrategia de reducción de la pobreza mientras aseguraba el alivio de la deuda bajo la iniciativa Países pobres muy endeudados (HIPC). La mejora de las relaciones con los Estados Unidos, incluido el retorno de la cooperación militar y los programas de entrenamiento, acompañó estos cambios. Mauritania abrió oficialmente relaciones diplomáticas con Israel en 2000 y sigue siendo uno de los tres países miembros [de la Liga Árabe] que lo han hecho.
EE. UU. condenó el  golpe de Estado de agosto de 2005 y la asunción de poder inconstitucional por parte del Consejo Militar para la Justicia y la Democracia, y pidió un retorno a un gobierno constitucional a través de la libertad y la justicia. Elecciones lo antes posible. El Gobierno de los Estados Unidos apoya la transición de Mauritania a democracia, y apoya las elecciones parlamentarias mauritanas, de 2006 y 2007. Los Estados Unidos proporcionaron asistencia relacionada con las elecciones para la educación de los votantes, la capacitación de los partidos políticos y la construcción de la democracia. EE. UU. Ahora aspira a trabajar con el Gobierno de Mauritania para ampliar la cooperación bilateral en las áreas de seguridad alimentaria, salud, educación, seguridad, fortalecer las instituciones democráticas y  contraterrorismo. Hay una [Embajada de los Estados Unidos] en Nuakchot, Mauritania.

## Embajadores anteriores de Estados Unidos en Mauritania
- Mark Boulware
- Joseph LeBaron
- John Limbert
- Richard W. Murphy
- Edward Peck